# Маделин Мари
Маделин Мари (на английски: Madelyn Marie) е артистичен псевдоним на Кендал Сартиано (Kendall Sartiano) – американска порнографска актриса.
Родена е на 29 януари 1987 г. в град Уест Пойнт, щата Ню Йорк, САЩ и е от италиански произход.
Дебютира като актриса в порнографската индустрия през 2008 г., когато е на 21-годишна възраст.
Омъжена е за порноактьора Рамон Номар.

## Награди и номинации
Номинации
- 2010: Номинация за AEBN VOD награда за най-добра новачка.[3]
- 2012: Номинация за AVN награда за най-добра групова секс сцена само с момичета – „Приятелки 3“ (с Алексис Тексас, Шанел Престън и Бруклин Лий).[4]